# Microregione di Rio Negro (Paraná)
Rio Negro è una microregione del Paraná in Brasile, appartenente alla mesoregione di Metropolitana de Curitiba.

## Comuni
È suddivisa in 6 comuni:
- Agudos do Sul
- Campo do Tenente
- Piên
- Quitandinha
- Rio Negro
- Tijucas do Sul